# Psyllo
Psyllo nítida es una especie de araña araneomorfa de la familia Araneidae. Es el único miembro del género monotípico Psyllo. Es originaria de República Democrática del Congo.